# یونس گرائیلی
یونس گرائیلی (زاده ۱ فروردین ۱۳۵۴ در قائم‌شهر) بازیکن سابق و مربی فوتبال اهل ایران است. وی سابقه بازی در تیم‌های ذوب آهن، نساجی مازندران، شموشک نوشهر، ابومسلم خراسان و فجر سپاسی شیراز را دارد. وی هم‌اکنون سرمربی دریا بابل در لیگ آزادگان است.
وی سابقه سرمربیگری در تیم‌های نساجی مازندران و صنعت ساری را دارد.